# Aphanogryllacris ustiterga
Aphanogryllacris ustiterga är en insektsart som beskrevs av Heinrich Hugo Karny 1937. Aphanogryllacris ustiterga ingår i släktet Aphanogryllacris och familjen Gryllacrididae. Inga underarter finns listade i Catalogue of Life.